# Willys Hurricane

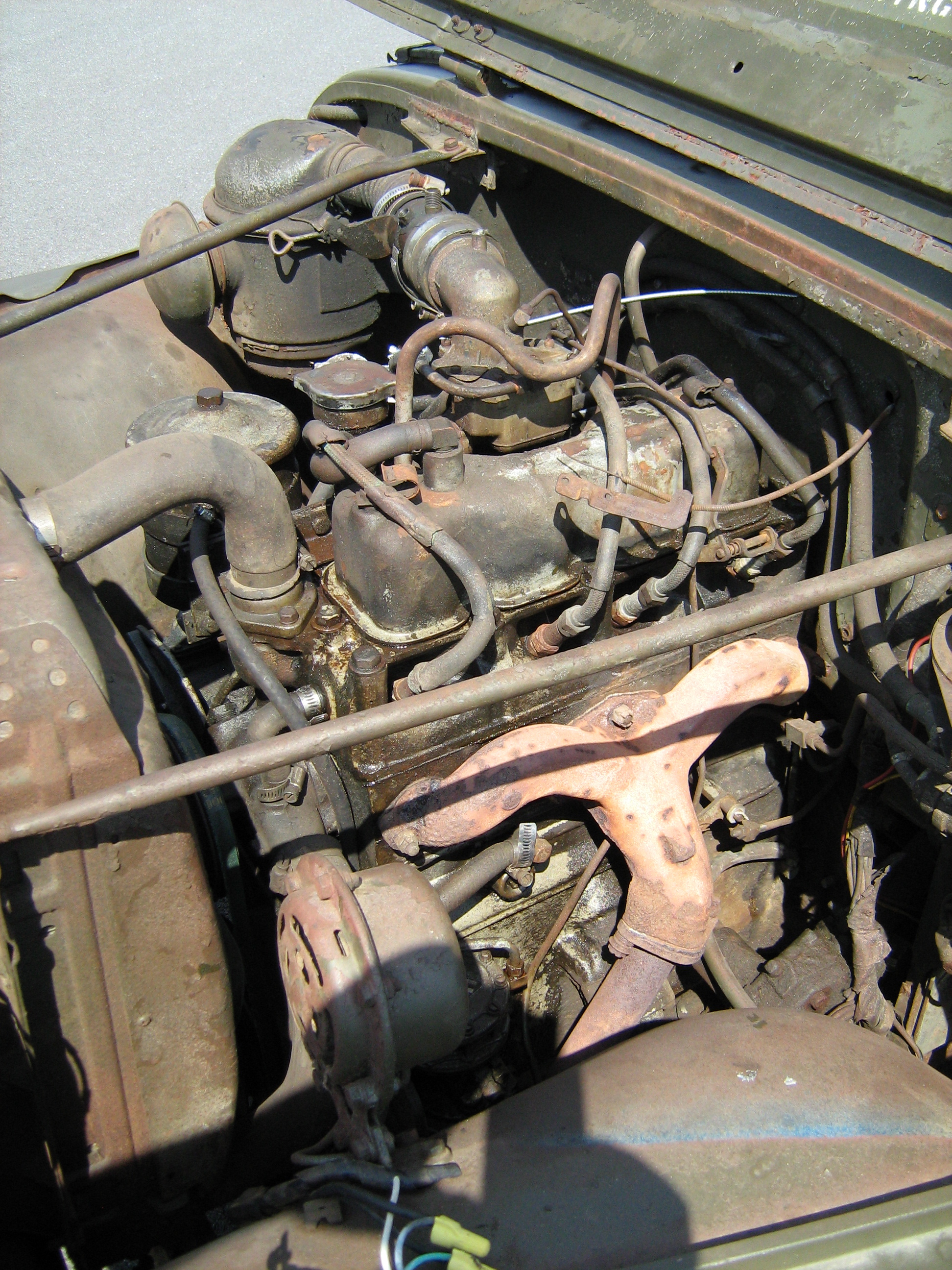
Moteur d'une Jeep ambulance M170.

Le Willys F4-134 Hurricane est un moteur 4 cylindres en ligne qui équipa de nombreux modèles de la célèbre Jeep CJ : les CJ-3B, CJ-5 et CJ-6. Il a également été utilisé dans les véhicules Willys 473 et 475 pick-up et les breaks. Il a remplacé le moteur Willys Go-Devil qui a été monté dans les modèles Willys MB et les premiers modèles Jeep comme le Jeep Jeepster. Ce moteur a également été construit par Mitsubishi sous licence Jeep.

## Conception
Le moteur Hurricane dérivait du Go-Devil. Pour obtenir plus de puissance, le taux de compression est passé de 6,5:1 dans le moteur Go-Devil à 7,5:1.

### Le F134
Le moteur Willys L134 Go-Devil a évolué pour devenir le F134 en 1950. Ce moteur développe une puissance de 75 ch (56 kW) à 4 000 tr/min et un couple de 155 N m à 2 000 tr/min avec un rapport de compression de 7,5:1. La puissance et le couple sont ramenés à 72 ch (54 kW) et 152 N m lorsque le taux de compression est abaissé à 6,9:1. L'alésage et la course sont les mêmes que ceux du moteur L134 donnait une cylindrée de 2 199 cm3.
Le F4-134 a été lancé en 1950 avec la nouvelle Jeep Willys Truck. Avec ce moteur la désignation du modèle devient 4-73. Cependant, il n'a pas été monté dans la gamme CJ jusqu'à la CJ-3B en 1953 qui avait un capot surélevé spécifique pour accueillir le moteur beaucoup plus volumineux. Le moteur sera produit jusqu'en 1971, après qu'American Motors Corporation ait racheté Kaiser Jeep.
Applications :
- 1950-1961 Jeep Willys Truck
- 1950-1961 Jeep Willys Wagon
- 1950 Willys-Overland Jeepster
- 1952-1971 Willys M38A1
- 1953 Willys 475A Lark
- 1953-1968 Willys CJ-3B
- 1955-1971 Jeep CJ-5
- 1956-1971 Jeep CJ-6
- 1966-1971 Jeepster Commando

### F161
Le F6-161 Hurricane était une version F-161 Lightning, un moteur six cylindres en ligne. Il a été utilisé dans le modèle 685 Station Wagon.

### BF- 161
Le BF-161 développait une puissance de 90 ch (67 kW) à 4 400 tr/min et un couple de 183 N m à 2 000 tr/min. La cylindrée était de 2 639 cm3 et un taux de compression de 7,6:1.

### 2600
Le 2600 était pratiquement le même moteur que le BF-161 fabriqué au Brésil par Willys-Overland do Brasil. Par contre, il avait deux carburateurs et développait une puissance de 130 ch (97 kW) à 4 400 tr/min et un couple de 190 N m à 2 000 tr/min. Le taux de compression était maintenu à 7,6:1.

### 3000
Le 3 litres avait une course majorée pour obtenir une cylindrée de 3 016 cm3. Il était alimenté par un carburateur double corps et une puissance de 140 ch (104 kW) à 4 400 tr/min et un couple de 218 N m à 2 000 tr/min. Il avait un taux de compression légèrement plus élevé de 8:1.
Plus tard, lorsque Ford a racheté Willys-Overland do Brasil, ils ont revu le moteur et sont revenus à l'ancienne conception de tête avec intégration du collecteur d'admission, amélioré le refroidissement entre les cylindres 5 et 6 et installé un filtre à huile monté sur le côté au lieu de l'avant déjà mis en œuvre par Willys.
Applications :
- 1961-1962 Willys Aero
- 1963-1971 Willys Aero 2600
- 1960-1974 Willys-Overland Jeep et rural Willys
- 1968-1971 Willys Itamaraty 3000
- 1972-1974 Ford Maverick version six cylindres au Brésil

## Hurricane super
Le moteur 6-226 «Super Hurricane" est un moteur 6 cylindres en ligne d'une cylindrée de 3 707 cm3 développant une puissance de 105 ch (78 kW) à 3 600 tr/min ou 115 ch (86 kW) à 3 650 tr/min et un couple de 258 N m à 1 400 tr/min ou à 1 800 tr/min, selon l'année de production.

## Versions Mitsubishi
Mitsubishi a fabriqué une version de l'Hurricane à partir de 1954 sous le nom de JH4, principalement pour une utilisation dans leur version construite sous licence de la Mitsubishi Jeep. Ils ont développé plus tard un moteur diesel à soupapes en tête développant 61 ch (45 kW) appelé KE31. Ce moteur a donné une version de 3,3 litres à six cylindres avec les mêmes dimensions internes, développant 85 ch (63 kW) baptisé KE36. Ces moteurs diesel ont été montés dans la Jeep, mais aussi dans un certain nombre de camions légers et moyens de marque FUSO et des autobus.